# George Wittet
George Wittet (* 26. November 1878 im Vereinigten Königreich; † 11. Oktober 1926 in Bombay) war ein britischer Architekt.

## Leben
Wittet wurde in Blair Atholl, Schottland, im Jahre 1878 geboren. Er studierte Architektur in Perth, Schottland. Danach war er in Edinburgh und York als Architekt tätig. 1904 zog er nach Indien, wo er zunächst als Assistent vom Architekten John Begg in Mumbai tätig war. Beide Architekten schufen in Mumbai Gebäude im damals populären indo-sarazenischen Architekturstil. Am 12. Mai 1917 wurde Wittet zum ersten Präsidenten des Indian Institute of Architects gewählt. Als Architekt in Mumbai schuf er Gebäude, die bis in die Gegenwart als bedeutende Sehenswürdigkeiten in Mumbai gelten. Hierzu gehören in Mumbai unter anderem das Gateway of India, das Chhatrapati Shivaji Maharaj Vastu Sangrahalaya, das Institute of Science, der Small Causes Court bei Dhobitalao, das Wadia Maternity Hospital, das Bombay House, das King Edward Memorial Hospital und The Grand Hotel bei den Mumbai Docks. Wittet starb 1926 in Mumbai an akuter Dysenterie und ist auf dem Friedhof Sewri begraben.